# Psychologie des foules (psychologie)
Pour les articles homonymes, voir Psychologie des foules.

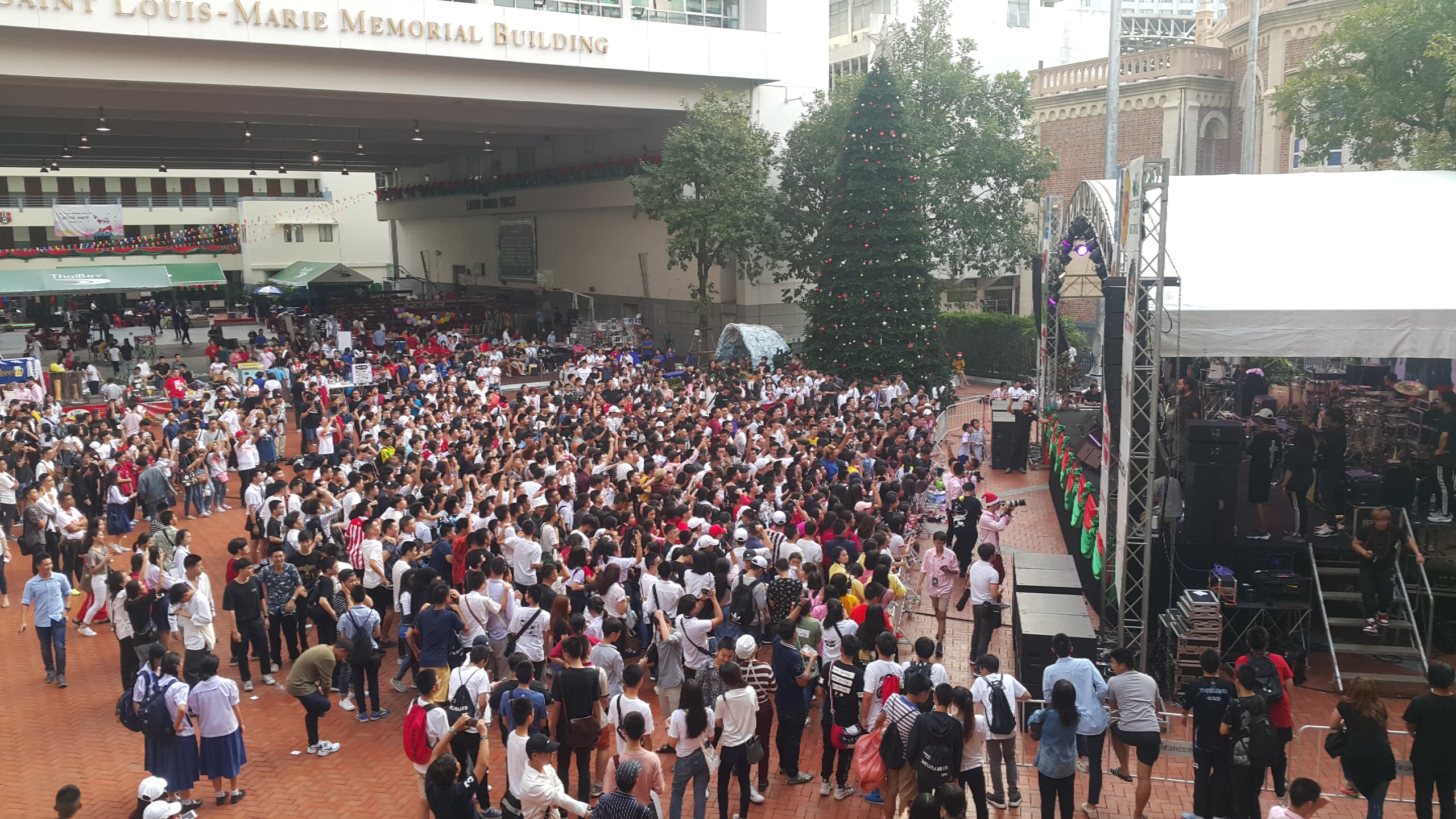
Foule de participants à un concert

La psychologie des foules est une théorie issue de la psychologie sociale. Les psychologues sociaux ont développé plusieurs théories afin d'expliquer la façon dont la psychologie d'une foule diffère et interagit avec celle des individus en son sein. Les principaux théoriciens de la psychologie des foules comprennent Scipio Sighele, Gustave Le Bon, Gabriel Tarde, et Sigmund Freud. Ce champ concerne les comportements et les processus de pensée des membres individuels de la foule, et de la foule comme une entité. Très discuté, le comportement des foules semble influencé par la perte du sentiment de responsabilité de l'individu, et l'impression d'universalité du comportement, ces deux facteurs augmentant en fonction de la taille de la foule,.

## Origines
Une littérature spécifique sur les foules et le comportement des foules apparait dès 1841, avec la publication du livre Extraordinary Popular Delusions and the Madness of Crowds de Charles Mackay. De même, la publication des six volumes historiques Les origines de la France contemporaine (1875-1893), d'Hippolyte Taine contribue à modifier le regard de ses contemporains sur la foule, en particulier sur les mesures prises par la foule lors de la Révolution de 1789. Cependant, il faut attendre la seconde moitié du XIXe siècle pour que l'intérêt scientifique dans ce domaine prenne de l'ampleur.

## Types de foules
Les types de foule et l'appartenance à une foule ne recueillent pas le consensus scientifique. Raymond Momboisse (1967) et Alexander Berlonghi (1995) se sont penchés sur le sujet. Momboisse a développé un système de quatre types : décontractée, conventionnelle, expressive et agressive. Berlonghi a classé les foules comme spectateur, manifestant, ou échappant, en corrélation avec le but du rassemblement.
Une autre approche de classification des types de foules est le système d'intensité émotionnelle du sociologue Herbert Blumer. Il distingue quatre types de foules : décontractée, conventionnelle, expressive, et agissante. Son système est de nature dynamique. Autrement dit, une foule change son niveau d'intensité émotionnelle au fil du temps et, par conséquent, peut être classée dans l'un des quatre types.
Les chercheurs en psychologie des foules se sont concentrés sur les aspects négatifs de celles-ci, mais les foules ne sont pas toutes négatives de nature. Par exemple, au début des mouvements de foules socialistes, les participants ont été invités à mettre leurs habits du dimanche et de marcher silencieusement dans la rue. Un exemple plus moderne implique les sit-in pendant le mouvement des droits civiques. Les foules peuvent réfléchir et remettre en question les idéologies provenant de leur environnement socio-culturel.
Les foules sont actives ou passives. Selon Greenberg, les foules actives doivent être divisées en masses agressives, échappantes, avides ou expressives. Les foules agressives sont violentes et tournées vers l'extérieur. Les émeutes de Los Angeles de 1992 en sont l'exemple. Les foules échappantes sont caractérisées par un grand nombre de personnes paniquées qui essaient de se retirer d'une situation dangereuse. Ces types de foules sont la raison pour laquelle il est illégal de crier « Au feu! » dans un théâtre rempli. Les foules avides se produisent quand un grand nombre de personnes se battent pour des ressources limitées, comme les foules qui pillaient après l'ouragan Katrina en 2005. Une foule expressive enfin regroupe les comportements de désobéissance civile, les concerts de musique populaire et les cérémonies religieuses.

## Perspectives théoriques

### Théorie lebonnienne
Le Bon soutient que les foules existent sous trois formes : la submersion, la contagion, et la suggestion. Durant la submersion, les individus dans la foule perdent leur sens de soi individuel et leur responsabilité personnelle. Ceci est assez fortement induit par l'anonymat de la foule. La contagion fait référence à la propension des individus dans une foule de suivre aveuglément les idées et les émotions prédominantes de la foule. Selon Le Bon, cet effet est capable de se propager entre les individus « submergés » un peu comme une maladie. La suggestion se réfère à la période dans laquelle les idées et les émotions de la foule sont principalement tirées d'un inconscient racial partagé. Ce comportement provient d'une inconscience archaïque partagée et est donc non civilisée de nature. Elle est limitée par les capacités morales et cognitives des membres les moins capables Le Bon croyait que les foules ne pouvaient être une force efficace que pour la destruction. De plus, Le Bon et d'autres ont indiqué que les membres d'une foule ressentent un sentiment de culpabilité juridique moindre, en raison de la difficulté à poursuivre tous les membres d'une foule.
Le Bon évoque également les « meneurs de foule » à l'origine d'effet de cascade, notamment les cascades d'information qui se produisent lorsque les individus, en carence d'information, imitent le meneur, celui qui semble savoir.
L'idée de Le Bon selon laquelle les foules favorisent l'anonymat et génèrent des émotions est fortement contestée. Clark McPhail souligne des études montrant que « la foule énervée » ne tient pas à son essence, mais aux pensées et aux intentions de chacun des membres. Norris Johnson, après avoir étudié une panique de 1979 à un concert de The Who, conclut que la foule est composée de nombreux petits groupes de personnes, qui la plupart du temps essayaient de s'aider les uns les autres. R. Brown conteste l'hypothèse que les foules sont homogènes, suggérant plutôt que les participants existent sur un continuum, qui diffèrent dans leur capacité à s'écarter des normes sociales.

### Théorie freudienne
La théorie du comportement des foules de Sigmund Freud, grand admirateur de Le Bon, tient à l'idée que devenir membre d'une foule sert à déverrouiller l'inconscient. Cela se produit parce que le Surmoi, centre de la morale, est déplacé par la foule pour être remplacé par un leader charismatique de la foule. McDougall argumente son point de vue de manière similaire à Freud, en affirmant que les émotions simplistes sont très répandues, et que les émotions complexes sont plus rares. Dans une foule, l'expérience émotionnelle globale partagée revient au plus petit dénominateur commun, conduisant l'expression émotionnelle à des niveaux primitifs. Cette structure organisationnelle est celle de la « horde primitive » — la société pré-civilisée — et Freud affirme que l'un doit se rebeller contre le chef (rétablir la moralité individuelle) afin d'y échapper. Moscovici élargit cette idée, discutant sur la façon dont des dictateurs tels que Mao et Staline utilisent la psychologie de masse pour se placer dans cette position de « chef de horde ».

### Théorie de désindividualisation
La théorie de désindividualisation fait valoir que dans des situations de foule typiques, des facteurs tels que l'anonymat, l'unité du groupe, et l'excitation peuvent affaiblir les contrôles personnels (par exemple la culpabilité, la honte, l'auto-évaluation) en éloignant les gens de leur identité personnelle et ainsi réduire leur préoccupation pour l'évaluation sociale,. Ce manque de retenue augmente la sensibilité individuelle à l'environnement et diminue la prévoyance rationnelle, ce qui peut conduire à des comportements anti-sociaux,. Des théories plus récentes ont indiqué que la désindividualisation d'une personne incapable, en raison de la situation, d'avoir une conscience forte de soi-même comme un objet d'attention. Ce manque d'attention libère l'individu de la nécessité d'un comportement social normal.
Le psychologue social américain Leon Festinger et ses collègues ont élaboré le concept de désindividualisation en 1952. Celui-ci a également été affiné par le psychologue américain Philip Zimbardo, qui détaille pourquoi les entrées et sorties mentales se brouillent par des facteurs tels que l'anonymat, le manque de contraintes sociales, et la surcharge sensorielle. La célèbre expérience de Stanford est un argument fort pour la preuve de la puissance de désindividualisation. D'autres expériences ont des résultats divergents en ce qui concerne les comportements agressifs, et montrent plutôt que les attentes normatives entourant les situations de désindividualisation influencent le comportement.
Une autre distinction est proposée entre la désindividualisation publique et privée. Lorsque des aspects particuliers de soi-même sont affaiblis, on devient plus soumis aux impulsions de la foule, mais pas nécessairement d'une manière négative.

### Théorie de la convergence
La théorie de la convergence soutient que le comportement de la foule n'est pas un produit de la foule, mais la foule est un produit de la rencontre des individus semblables,. Floyd Allport fait valoir qu'« un individu dans une foule se comporte comme il se comporterait seul, mais encore plus. » La théorie de la convergence estime que les foules se forment à partir des personnes de dispositions semblables, dont les actions sont ensuite renforcé et intensifié par la foule.
La théorie de la convergence déclare que le comportement de foule n'est pas irrationnel ; plutôt, les gens dans la foule expriment leurs croyances et valeurs existantes de telle sorte que la réaction de la foule est le produit rationnel généralisé de sentiment populaire. Cependant, cette théorie est remise en question par certaines recherches qui ont constaté que les personnes impliquées dans des émeutes des années 1970 étaient moins susceptibles que leurs pairs non-participants d'avoir des convictions antérieures.

### Théorie de la norme émergente
Ralph Turner et Lewis Killian ont mis en avant l'idée que des normes émergent au sein d'une foule. La théorie de la norme émergente soutient que les foules ont peu d'unité à leur début, mais après une certaine période, les membres clés suggèrent des actions appropriées, et les autres membres, en suivant cette direction, forment la base des normes de cette foule.
Les membres clés sont identifiés grâce à des personnalités ou des comportements distinctifs. Ces personnes qui attirent l'attention, et l'absence de réponse négative de l'ensemble de la foule fait qu'ils obtiennent implicitement légitimité. Les suiveurs forment la majorité de la foule, puisque les gens ont par nature tendance à être des êtres de conformité qui sont fortement influencés par les opinions des autres. Cela est démontré dans les études de conformité menées par Sherif et Asch. Les membres d'une foule sont davantage convaincus par le phénomène d'universalité, décrit par Allport, selon lequel l'idée que si tout le monde dans la foule agit de telle et telle manière, elle ne pourra pas se tromper.

### Théorie de l'identité sociale
La théorie de l'identité sociale postule que le soi est un système complexe composé principalement de la notion d'appartenance ou de non-appartenance à divers groupes sociaux. Ces groupes ont différentes valeurs, normes morales et comportementales, et les actions individuelles dépendent de l'appartenance au groupe (ou à la non-appartenance) au moment de l'action. Cette influence devient évidente en trouvant que lorsque le but et les valeurs d'un groupe change, les valeurs et les motivations de ses membres changent également. Les foules sont un amalgame d'individus, qui tous appartiennent à différents groupes en conflit. Toutefois, si la foule est principalement liée à un groupe identifiable, les valeurs de ce groupe dicteront l'action de la foule. Dans les foules qui sont plus ambigües, les individus prendront une nouvelle identité sociale en tant que membre de la foule. Cette appartenance à un groupe est rendue notable par la confrontation avec d'autres groupes, un phénomène relativement courant pour les foules.
L'identité de groupe sert à créer un ensemble de normes comportementales; pour certains groupes, la violence est légitime, pour d'autres elle est inacceptable. Cette norme est formée à partir des valeurs existantes, mais aussi des actions des autres dans la foule, et parfois de quelques-uns dans des positions de type leader.
Une préoccupation de cette théorie est que si elle explique comment les foules reflètent les idées sociales et les attitudes prévalentes, elle n'a pas à expliquer les mécanismes par lesquels les foules adoptent le changement social.